# Мазепинці (урочище)
«Урочище «Мазепинці» — один з об'єктів природно-заповідного фонду Київської області, ландшафтний заказник місцевого значення.

## Розташування

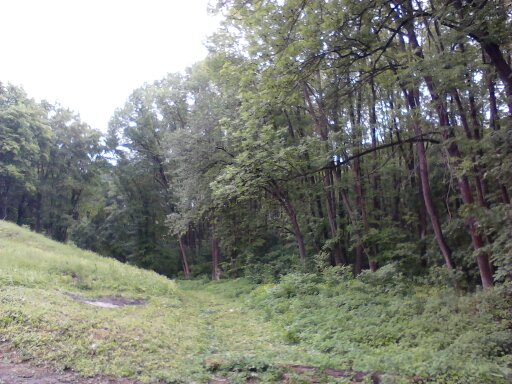
«Урочище Мазепинці»

Урочище лежить у межах Київської обласної державної організації «Тетіївське державне агролісництво», квартал 21, виділи 1, 2 на території Тетіївської міської ради.
Урочище займає балку у верхів'ях безіменної притоки р. Дубравка там, де вул. Цвіткова переходить в дорогу О-102307. З іншого боку проходить вул. Шевченка.
Проїзд автобусом № 2 до зупинки «Вул. Польова».

## Історія
Заказник оголошено рішенням 25-ї сесії Київської обласної ради V скликання від 23 липня 2009 р. № 490-25-V.

## Опис
Деревний ярус представлений переважно різновіковими насадженнями дуба та граба віком 45–80 років, а також ясена, клена, акації білої, осики. 
У підліску трапляються рослини-ефемероїди: ряст, анемона жовтецева, зірочки маленькі, пшінка весняна та медунка темна.

## Галерея

Загальний вигляд
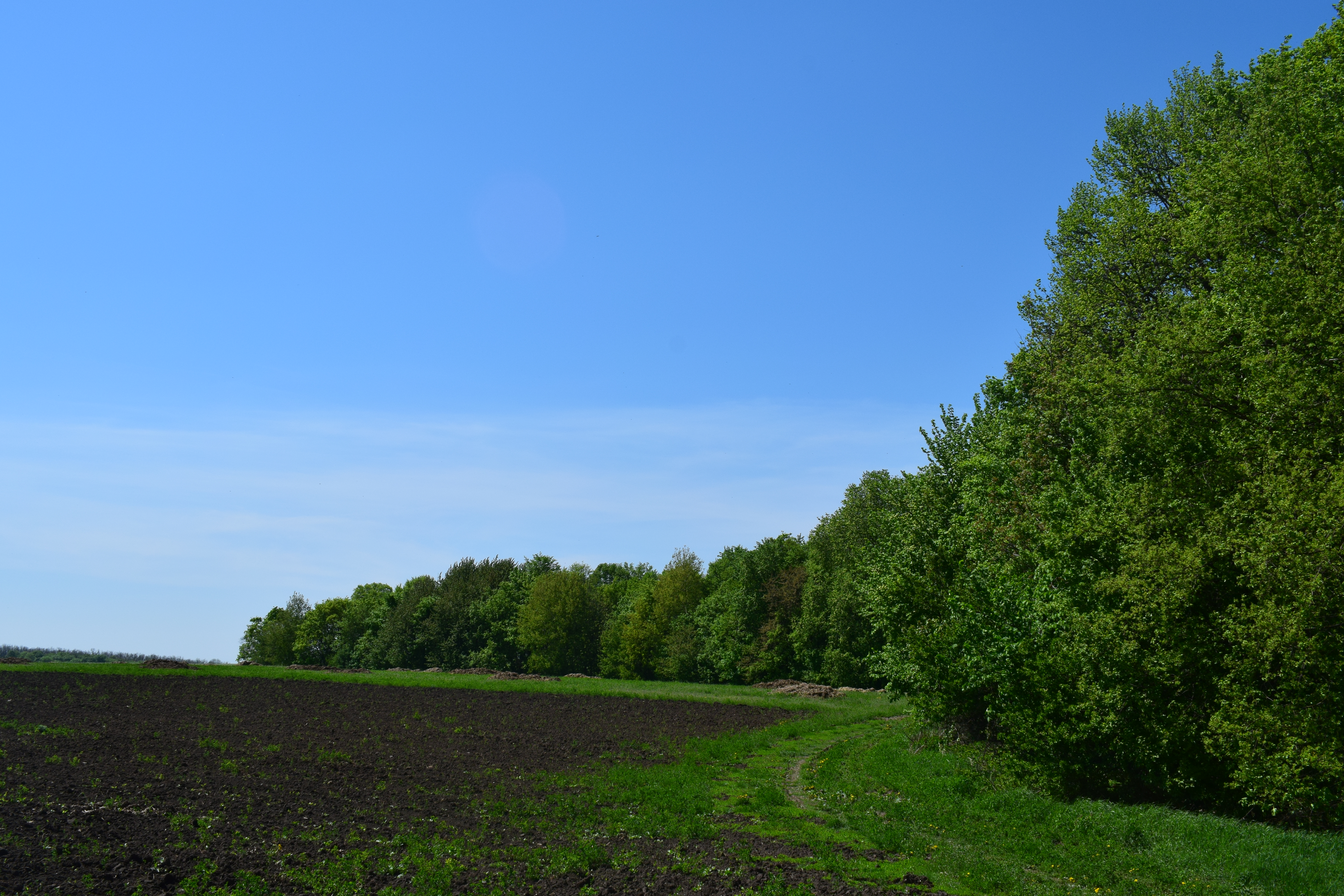
Вид зі сторони поля
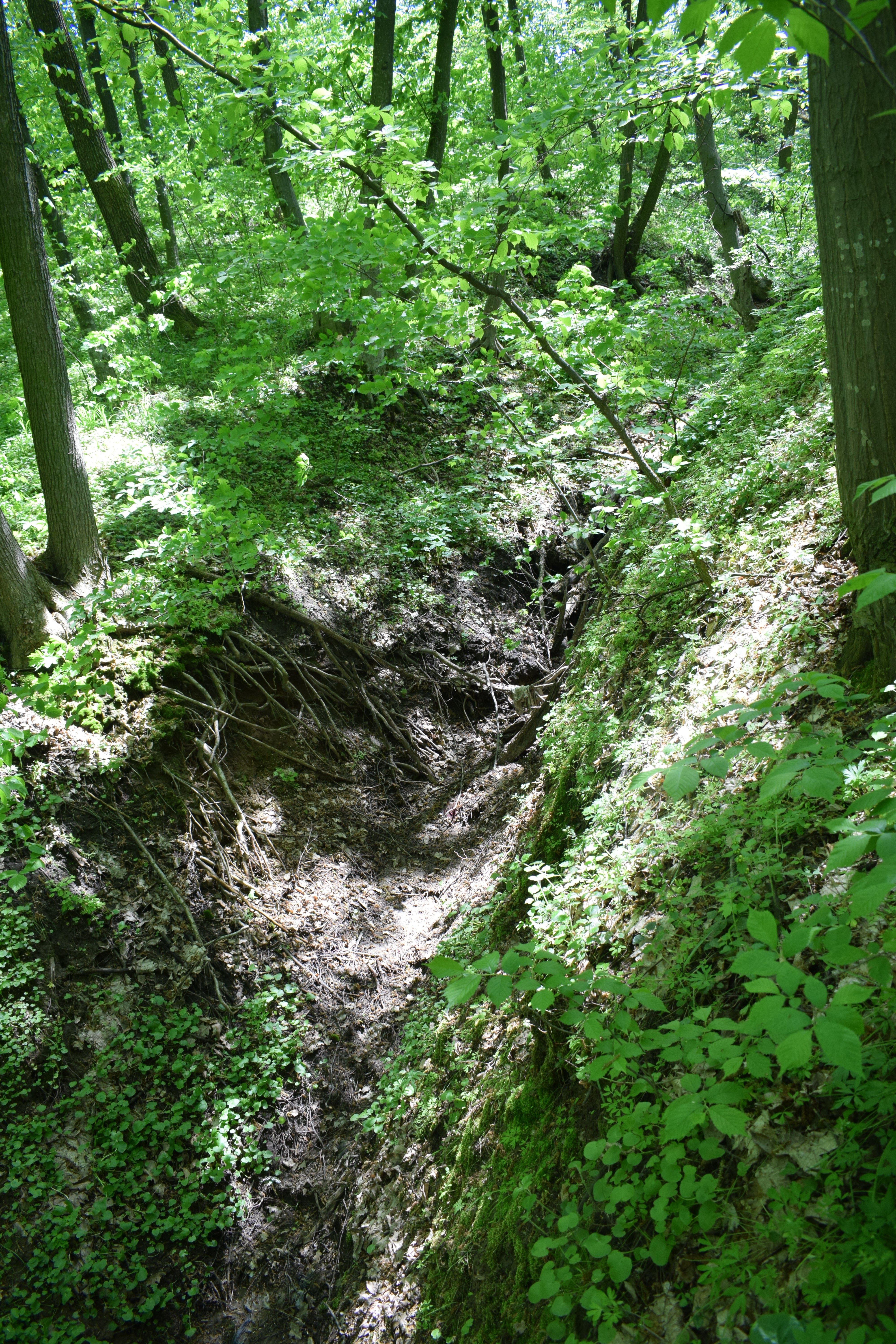
Часом тут тече потік
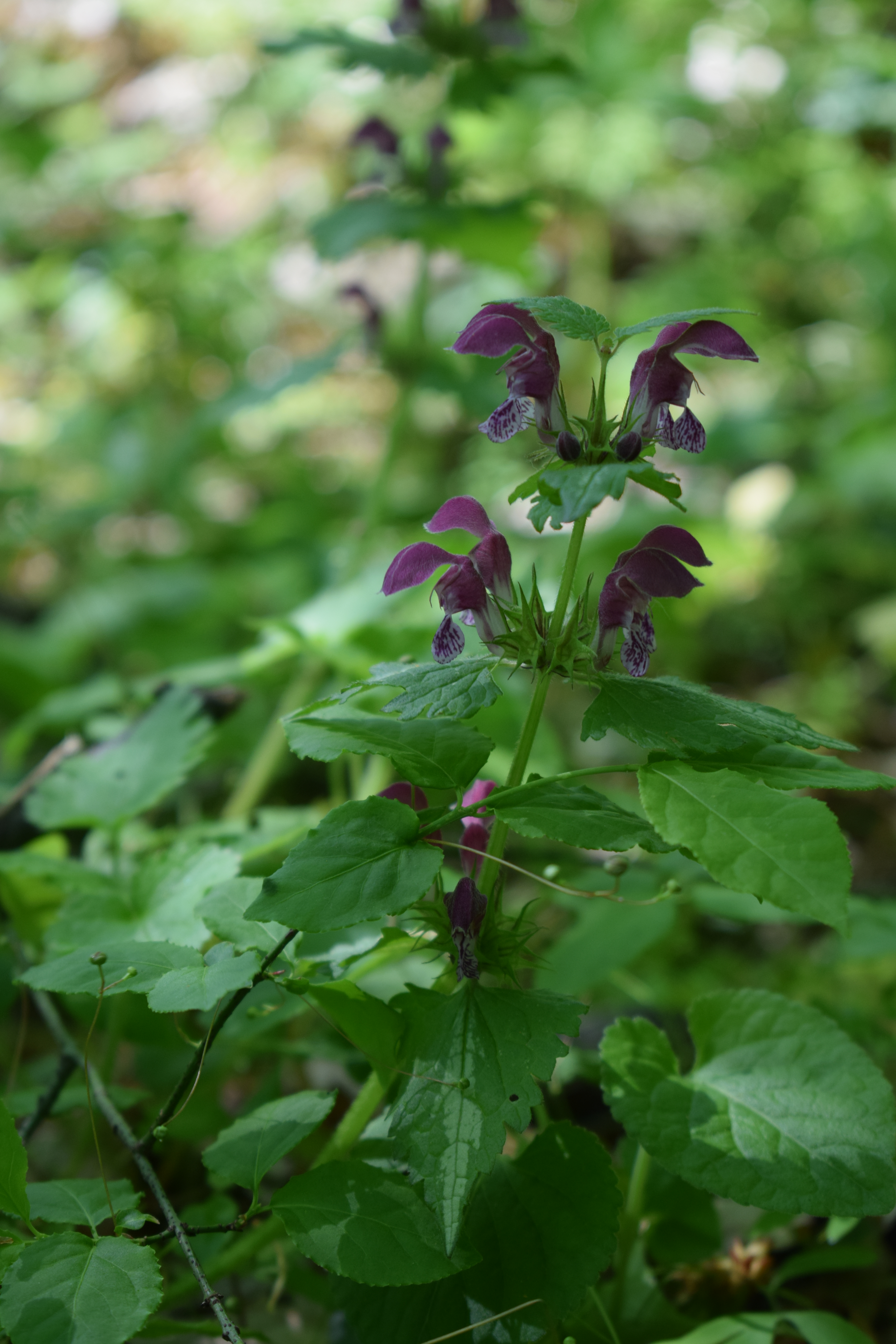
Глуха кропива
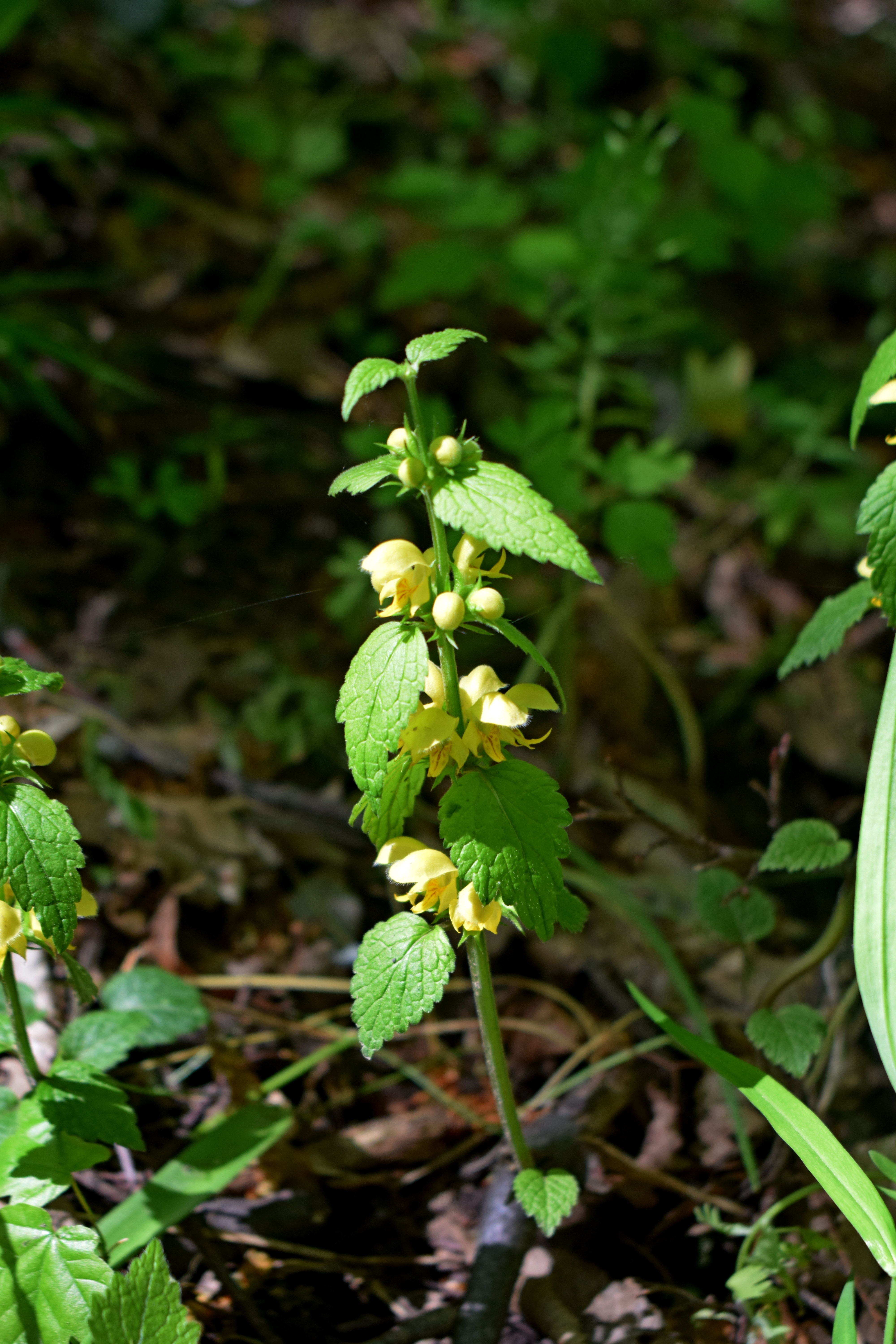
Квітка
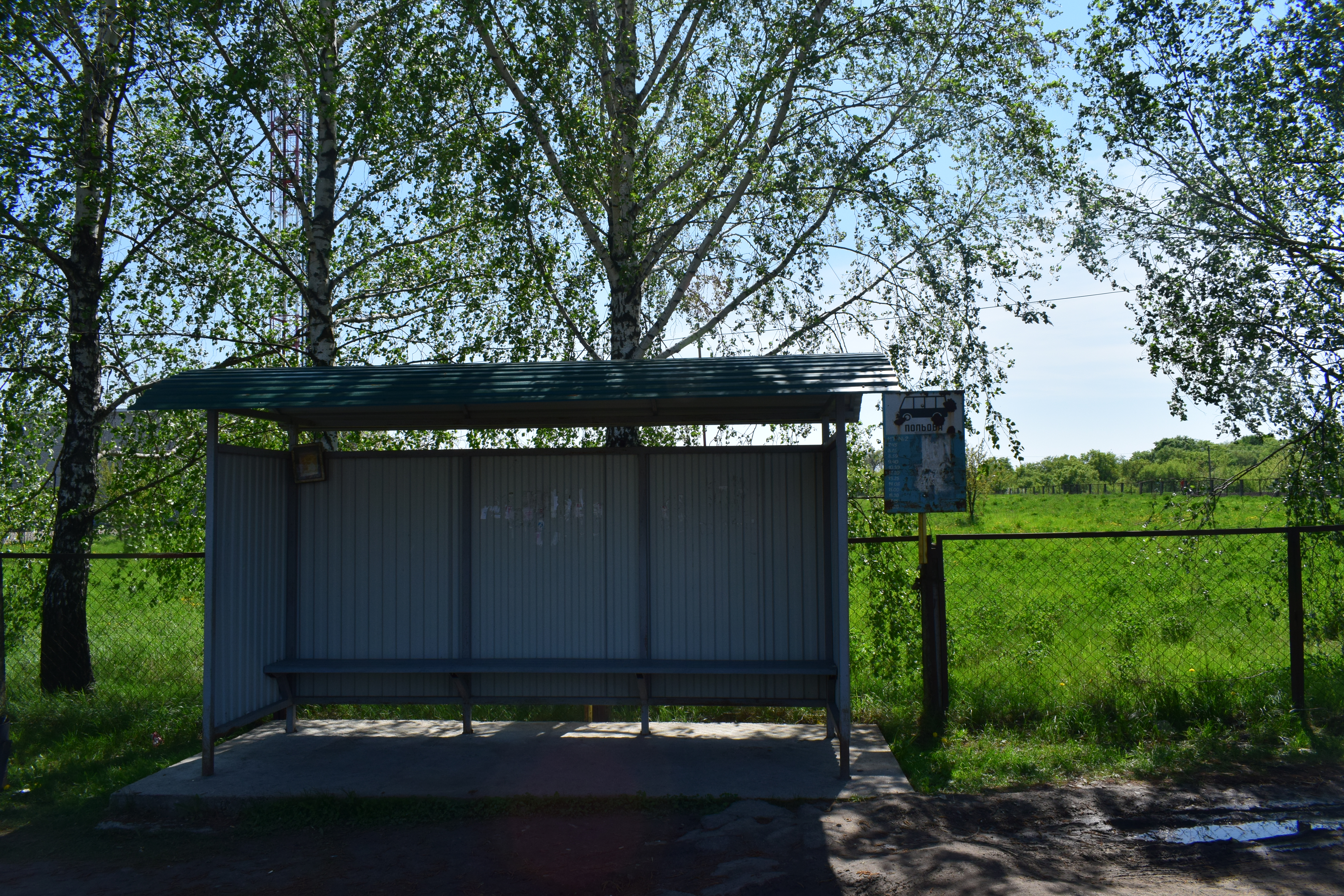
Найближча зупинка